# 车秀兰
车秀兰（1954年5月—），女，汉族，吉林德惠人，中华人民共和国政治人物，吉林省人大常委会副主任，民建吉林省委主委，全国人民代表大会吉林地区代表。

## 生平
毕业于南开大学经济研究所政治经济学专业。2008年起担任全国人大代表。2013年，被选为全国人大代表。2018年2月24日，当选为第十三届全国人大代表。